# Galbarin
Galbarin es un despoblado que actualmente forma parte del municipio de Condado de Treviño, en la provincia de Burgos, Castilla y León (España).

## Toponimia
A lo largo de los siglos ha sido conocido con los nombres de Galbari y Galbarin.

## Historia
Documentado desde 1025, y situado cerca de San Martín de Galvarín, se despobló a causa de una epidemia.